# Volo Garuda Indonesia 708
Il volo Garuda Indonesia Airways 708 era un volo di linea passeggeri che il 16 febbraio 1967 si schiantò dopo l'atterraggio all'Aeroporto Internazionale Sam Ratulangi, Manado, nel nord di Sulawesi, in Indonesia. 22 degli 84 passeggeri a bordo persero la vita, mentre tutti gli otto membri dell'equipaggio sopravvissero.

## L'incidente
Il volo 708 partì da Giacarta in direzione di Manado via Surabaya e Makassar. Nella seconda tappa del volo il maltempo a Makassar costrinse l'equipaggio a rientrare a Surabaya. Il Lockheed proseguì il giorno successivo per Makassar e poi per Manado. Il tempo a Manado era nuvoloso a 900 piedi con 2 km di visibilità. Venne effettuato un avvicinamento alla pista 18, ma dopo aver superato una collina a 200 piedi sopra l'elevazione della pista e 2720 piedi al di sotto della soglia, il pilota si rese conto di essere troppo in alto e a sinistra della linea centrale. Il muso venne così abbassato e l'aereo virò a destra per intercettare il percorso di planata. La velocità diminuì al di sotto della velocità minima di 125 nodi e l'aereo, ancora inclinato a destra, atterrò pesantemente a 156 piedi dalla soglia della pista. L'impatto fu così violento che il carrello collassò, di conseguenza l'aereo slittò e prese fuoco.

## Le indagini
Si stabilì che la probabile causa dell'incidente fosse stata una tecnica di atterraggio inappropriata con conseguente eccessivo tasso di discesa durante l'atterraggio. Tra i fattori che contribuirono allo schianto vi erano l'asfalto irregolare della pista e le condizioni meteo non ottimali.